# Earring Magic Ken
Earring Magic Ken conosciuto anche come "Gay Ken" e "Fashion Earring Ken", è un giocattolo della linea Ken del franchise di Barbie prodotto dalla Mattel nel 1993.
La bambola è nota per aver ispirato una mania per tale giocattolo tra le persone omosessuali (rendendo il modello, secondo alcuni, la bambola Ken più venduta di tutti i tempi) e per le polemiche che seguirono al suo debutto.

## Descrizione
La Mattel aveva condotto un sondaggio tra le bambine chiedendo se Ken dovesse essere mantenuto come fidanzato di Barbie o se dovesse essere introdotta una nuova bambola in quel ruolo. I risultati del sondaggio indicarono che le ragazze volevano che Ken rimanesse, ma volevano che sembrasse "più figo". Secondo Lisa McKendall, responsabile delle comunicazioni di marketing della Mattel: "Cercammo di mantenere [Ken] il più cool possibile". Quindi, il modello di bambola Ken che venne prodotta era vestito con una camicia a rete color lavanda, un gilet di similpelle viola, una collana con un ciondolo circolare e, come indica il nome, un orecchino all'orecchio sinistro.
La scelta di questo particolare abbigliamento portò il commentatore gay Dan Savage a scherzare sul fatto che, forse, il reparto design della Mattel avesse "trascorso il weekend a Los Angeles o New York passando da rave a rave, prendendo appunti e scattando Polaroid".

## Polemiche
L'11 febbraio 1993, Carol Lawson del The New York Times riportò nella presentazione della American International Toy Fair che la Mattel stava tentando di "modificare" il personaggio di Ken rendendolo attraente sia per i ragazzi che per le ragazze. Lei suggerì inoltre che vendere Ken come un personaggio senza "conformità di genere" potrebbe essere stata una sottile scusa per avere prodotto nel 1992 la Barbie parlante che diceva: «Math class is tough!» ("La matematica è difficile!"). L'anno 1993 vide la Mattel e altre aziende di giocattoli sperimentare provando a vendere giocattoli da femmine ai maschi e vice versa. Lisa McKendall della Mattel disse al New York Times: «Non l'avremmo mai fatto qualche anno fa. Ma ora si vedono più orecchini sugli uomini. Sono più accettati nella vita di tutti i giorni. Cerchiamo di tenere Ken aggiornato». L'articolo che discuteva della "non conformità di genere" di Ken fu poi diffuso in tutto il Nord America venendo riportato in diversi giornali, inclusi Seattle Post-Intelligencer, Vancouver Sun, e Philadelphia Daily News.
Svariati giorni dopo, Frank DeCaro rispose a questo articolo su Newsday, scrivendo: "Da quando la Mattel ha presentato Earring Magic Ken qualche settimana fa, la gente si è chiesta se ci fosse qualcosa di più nell'armadio della Dream House oltre ad alcuni originali di Bob Mackie e alcune grucce larghe due pollici." Egli sottolineò che altre bambole Ken uscite di recente, come Sun Sensation Ken e Western Stampin' Ken, sembravano "spingere i limiti dell'accettabilità del guardaroba macho" indossando rispettivamente un top corto e dei gambali. Donna Gibbs, responsabile delle relazioni con i media presso Mattel, dichiarò che il look di Earring Magic Ken non intendeva essere controverso, dicendo: "Ken è ancora un ragazzo pulito, ma è solo un po' più contemporaneo [...] Oggi gli uomini indossano gli orecchini, è diventato un fenomeno mainstream. Quindi Ken può avere un orecchino, perché no?"
Poco dopo, si verificarono reazioni negative circa la non conformità di genere di Ken. In un altro articolo ampiamente diffuso, l'opinionista Tom Zucco espresse estremo disprezzo per i recenti outfit ambigui di Ken sul Saint Petersburg Times. Egli definì la trasformazione di stile di Ken "inquietante" e scrisse: "Le bambine americane devono sapere che la maggior parte di noi non è e non è mai stata come Ken [...] In realtà, la maggior parte di noi non è molto glamour o appariscente. Non vogliamo essere glamour o appariscenti. Non sappiamo nemmeno come si scrivono le parole glamour o appariscente". Zucco aveva comprato Sun Sensation Ken per sua figlia e osservò che il suo apprezzamento per il giocattolo doveva essere dovuto a "una campagna di marketing astuta della Mattel, alla pressione dei coetanei e al fatto che il mondo sta andando a rotoli!"
Nel numero del 23 marzo 1993 della rivista gay The Advocate, Denise Lessard suggerì che gli uomini gay presto "presteranno più attenzione al fidanzato di [Barbie] Ken" a causa del suo rebranding. Lassard descrisse l'aspetto di Earring Magic Ken: "capelli con le mèches, top a rete (!), catene al collo, gilet di pelle viola e orecchino."
Nel luglio 1993, Dan Savage scrisse un articolo su Earring Magic Ken intitolato "Ken Comes Out." Nello scritto egli fece notare che, in aggiunta alla vistosa stravaganza del suo abbigliamento, la sua collana assomigliava ad un anello cromato per il pene che alcuni uomini gay indossavano come ciondolo all'epoca. Amelia Jones ritenne che l'anello per il pene sia stato l'accessorio distintivo della bambola, il che ha messo in dubbio l'insistenza della Mattel sul fatto che non avesse alcuna relazione con la moda gay del giocattolo sessuale detto cock ring. Savage espresse sentimenti di ambivalenza riguardo al nuovo stile di Ken, scrivendo: "Queer Ken è il punto di riferimento, a seconda del punto di vista, dell'infiltrazione queer nella cultura popolare o dell'appropriazione sconsiderata della cultura queer da parte degli eterosessuali [...] L'immaginario queer ha permeato così tanto la nostra cultura che dalle rock star (Axl Rose e i suoi gambali di pelle) ai designer di giocattoli, l'America mainstream non si accorge nemmeno quando adotta mode e costumi queer."
Nonostante le polemiche, nell'agosto 1993 Donna Gibbs della Mattel disse al Wall Street Journal che: "Tutti amano Barbie e siamo lieti che anche gli uomini gay trovino qualcosa di piacevole nei nostri prodotti." Tuttavia, nell'ottobre 1993, Lisa McKendall formulò questa dichiarazione al Bay Area Reporter: "Se ci sono altre persone che apprezzano il nostro prodotto, ovviamente ne siamo contenti", ma sottolineò anche che Ken era comunque "sano". Nel novembre 1993 Donna Gibbs aggiunse al San Francisco Examiner: "La bambola Ken non è mai stata progettata intenzionalmente per un pubblico diverso da quello principale, ovvero le bambine dai 3 ai 10 anni."
Earring Magic Ken rimase un argomento fisso nella cultura popolare per tutto il 1993. Fu oggetto di scherzi e battute nei programmi televisivi The Tonight Show with Jay Leno e Chevy Chase Show. La bambola venne premiata come "Miglior risultato di dubbio gusto del 1993" dalla rivista Esquire, insieme alle gaffe del giocatore di baseball Darryl Strawberry e dell'attore Richard Gere.

## Riscontro commerciale
Gli uomini gay amanti del Kitsch risposero a queste polemiche acquistando la bambola in numeri record, rendendo Earring Magic Ken il modello Ken più venduto nella storia della Mattel. La bambola debuttò nei negozi ad un prezzo di circa 11 dollari e andò in esaurimento completo nella stagione natalizia, in gran parte perché gli omosessuali comprarono la bambola in massa. A causa della forte domanda, FAO Schwartz di Chicago creò una lista d'attesa, e, presumibilmente, alcuni negozi di San Francisco iniziarono a vendere Earring Magic Ken ad un prezzo oscillante da 17 a 24 dollari. La bambola di "Ken con l'orecchino" divenne molto popolare anche nella comunità gay del Regno Unito.
Un grande fascino della bambola per molti uomini gay era che la Mattel non la commercializzava apposta per loro. Rick Garcia, direttore del Catholic Advocates for Lesbian and Gay Rights di Chicago, nel 1993 disse alla rivista People che l'abito stereotipato del pupazzo lo divertiva perché credeva che fosse un incidente e che lo avrebbe offeso se fosse stato intenzionale. Nello stesso anno molti giornali intervistarono singoli uomini gay in California per comprendere il fenomeno. Un abitante di San Francisco descrisse Earring Magic Ken come "un paria che mette piede in uno dei santuari americani." Un altro californiano lo descrisse "una cosa un po' stravagante e divertente da avere." Keith Clark-Epley di Laguna Beach ebbe più riserve sul giocattolo, dicendo: "È una bambola eterosessuale rigida che segue la moda gay e che è ancora indietro coi tempi", e credeva che chiamare la bambola "gay" avrebbe potuto potenzialmente rafforzare gli stereotipi negativi sulle persone omosessuali.